# Церковь Святого Ботольфа (Бишопсгейт)
Церковь Святого Ботольфа (англ. St Botolph-without-Bishopsgate) — англиканская приходская церковь в районе Бишопсгейт (Сити) города Лондона (Великобритания); к зданию примыкает масштабное кладбище, идущее вдоль улицы Вормвуд-стрит.

## История и описание
Церковь Святого Ботольфа в Бишопсгейте является одной из четырех церквей в средневековом Лондоне, посвященных Святому Ботольфу (Ботвульфу). Каждый такой храм стоял у городских ворот: церковь и соседняя улица получили своё название от «Епископских ворот» в городской стене. К концу XI века Святой Ботольф считался покровителем границ, а также — торговли и путешествий.
Первое известное письменное упоминание о церкви Святого Ботольфа в Бишопсгейте датируется 1212 годом. Современные исследователи полагали, что христианское богослужение на этом месте могло иметь древнеримское происхождение, но это не было неопровержимо доказано. Около 1307 года рыцари-тамплиеры были допрошены Святой инквизицией в церкви Святого Ботольфа по обвинению в коррупции. В 1413 году в храме была зарегистрирована женщина-отшельница, которой местный шериф выплачивал пенсию. Храм избежал разрушения в ходе Великого лондонского пожара 1666 года и в 1708 году был описан как «старая церковь, построенная из кирпича и камня».
В 1710 году прихожане Бишопсгейта обратились в Британский парламент с ходатайством о разрешении им построить церковь на другом месте, но ничего не было сделано в данном направлении. В 1723 году храм был признан не подлежащим восстановлению и прихожане снова подали прошение в парламент. Получив акт парламента, они построили на кладбище временное здание и начали восстанавливать свою церковь. Первый камень в основание нового здания был заложен в 1725 году — храм был освящен в 1728 году, хотя формально строительство было завершено только в следующем году. Автором проекта нового здания стал Джеймс Голд (Гоулд). Во время строительства были обнаружены основания первоначальной англосаксонской церкви.
Во время Второй мировой войны церковь несколько раз подвергалась сильным разрушениям от бомбардировок «Блица», но была отреставрирована. В храме находятся мемориалы погибшим в Первой мировой войне солдатам 5-го и 8-го батальонов Лондонского полка. 4 января 1950 года церковное здание было внесено в список памятников архитектуры второй степени (Grade II*).